# Chlorocyathus welwitschii
Chlorocyathus welwitschii är en oleanderväxtart som först beskrevs av Rudolf Schlechter och Rendle, och fick sitt nu gällande namn av Arthur Allman Bullock. Chlorocyathus welwitschii ingår i släktet Chlorocyathus och familjen oleanderväxter. Inga underarter finns listade i Catalogue of Life.